# Masueco
Masueco – gmina w Hiszpanii, w prowincji Salamanka, w Kastylii i León, o powierzchni 19,76 km². W 2011 roku gmina liczyła 390 mieszkańców.